# Cijagra (Paseh)
Cijagra is een bestuurslaag in het regentschap Bandung van de provincie West-Java, Indonesië. Cijagra telt 6581 inwoners (volkstelling 2010).